# Derwin Kitchen
Derwin Kitchen (* 14. Mai 1986 in Jacksonville) ist ein ehemaliger US-amerikanischer Basketballspieler und Combo Guard.

## Karriere
Seine Basketballlaufbahn begann Derwin Kitchen an der St. John’s University, die er von 2006 bis 2007 besuchte. Nach einem Jahr an der Iowa Western wechselte er 2008 an die Florida State University.
2011 nahm Kitchen an der NBA Draft teil, wurde jedoch von keiner Mannschaft ausgewählt und wechselte infolgedessen nach Israel zu Maccabi Rischon. In seiner ersten Profisaison erreichte er im Schnitt 14,9 Punkte, 7,0 Rebounds 3,3 Assists sowie 1,8 Steals pro Begegnung. Er war 2012 Teilnehmer des Israeli All Star Games. 2012 stand Kitchen kurzzeitig beim griechischen Verein Panathinaikos Athen unter Vertrag, ehe er im Dezember an KK Cedevita verliehen. Zu Beginn der Saison 2013/14 wechselte er zu Hapoel Jerusalem.